# Tateishi Asuka
Asuka Tateishi (sinh ngày 9 tháng 6 năm 1983) là một cầu thủ bóng đá người Nhật Bản.

## Sự nghiệp câu lạc bộ
Asuka Tateishi đã từng chơi cho Avispa Fukuoka, Thespa Kusatsu, Sagan Tosu và V-Varen Nagasaki.